# 曲茎兰嵌马蓝
曲茎兰嵌马蓝（学名：Strobilanthes flexicaulis），也叫曲茎马蓝，为爵床科马蓝属的植物。分布在日本、台灣等地。